# 정승원 (축구 선수)
정승원(鄭承原, 1997년 2월 27일 ~ )은 대한민국의 축구 선수로 포지션은 오른쪽 윙어, 오른쪽 풀백, 중앙 미드필더이며 현재 K리그1 FC서울 소속이다.

## 유소년 경력
정승원은 전라북도 전주시 덕진구 조촌동의 조촌초등학교와 신태인중학교를 거쳐, 경북 안동시의 안동고등학교에서 유소년 선수로 활동하였다.

## 클럽 경력
2015년 12월 8일 정승원은 K리그 챌린지 2016 시즌에 참가하게 될 대구 FC에 신인 자유계약으로 입단하였다.
2022 시즌을 앞두고 그 유명한 논란 때문에 수원 삼성 블루윙즈으로 이적하였다.
2024 시즌 김은중 감독이 있는 수원 FC 이적 했다. 9R 광주와의 경기에서 선발 출전하여 전반 추가시간 정교한 오른발 감아차기로 동점골을 기록했다. 시즌 첫 골이자 수원 FC에서의 데뷔골을 기록했고 팀은 2:1 역전승을 거두었다. 시즌 첫 라운드 베스트 11에 선정됐다.15R 친정팀 대구와의 경기에서 이승우의 골을 어시스트하여 2:0 승리와 시즌 2번째 어시스트를 기록하였다.19R 광주와의 경기에서 중앙 미드필더로 선발 출전하여 73분 이승우가 교체 아웃된 이후부터 왼쪽 윙어로 경기를 소화하였고 74분 강한 오른발 슛으로 시즌 4호골을 기록하였다. 허율의 허벅지 맞고 굴절되며 오히려 더 막기 어려운 궤적으로 볼이 빨려들어갔다. 84분 박철우와 교체되며 경기를 마무리했다. 팀은 정승원의 결승골에 힘입어 1:0 승리를 거두었다.20R 대전과의 경기에서 중앙 미드필더로 선발 출전하여 82분 박철우의 패스를 받아 정확한 슈팅으로 리그 5호골을 기록하였다. 2경기 연속골을 기록하였으며 이번 시즌에만 3번이나 MOM 인터뷰를 하게 되었다. 5호골로 개인 통산 한 시즌 최다골 기록을 새로 쓰게 되었고, 빡빡한 일정에도 불구하고 풀타임을 소화하며 폼이 점점 올라오는 모습을 보여주고 있다.24R 인천과의 경기에서 전반 27분 안데르손의 크로스를 헤더로 받아 득점으로 연결하였고 78분에 박철우의 골을 어시스트 하였다.28R 제주와의 경기에서 쐐기골을 만들어내며 팀의 5:0 승리에 기여했다. 38R 울산 HD와의 경기에서 멀티골을 만들어냈지만 팀은 4:2 역전패하였다. 하지만 프로 데뷔 이후 커리어 최초로 시즌 두 자릿수 득점을 만들어냈다. 이 2득점으로 인해 수원은 포항을 다득점 차이로 밀어내고 5위로 시즌을 마쳤다.
2024시즌 성적은 38경기 11골 6도움. 데뷔 이후 커리어하이를 달성하며 K리그1 베스트일레븐 우측 미드필더 부문 최종 후보 3인에 선정됐다. 개인적으로 2019시즌 이후 5년 만이자 개인 통산 3번째 K리그1 대상 시상식에 참여하게 됐다.
2025 시즌 계약 만료로 FC 서울 이적 했다.

## 수상 내역

### 대구 FC
- FA컵 우승 : 2018

### 대한민국 U-23
- AFC U-23 챔피언십 우승 : 2020